# 彭真

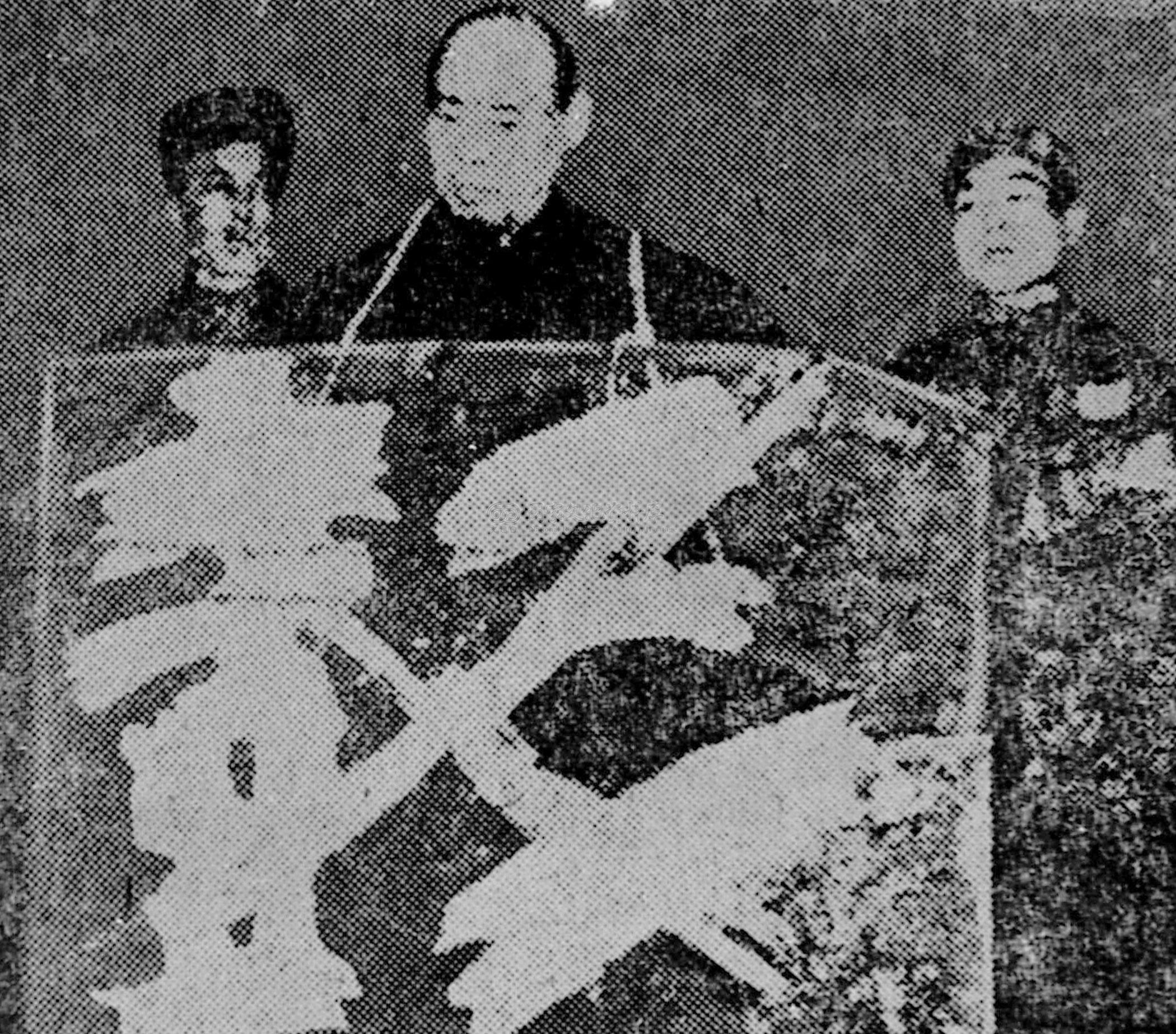
1966年、文化大革命で迫害される北京市長彭真

彭 真（ほう しん、簡体字：彭 真、繁体字：彭 眞、英語：Peng Zhen、1902年10月12日 - 1997年4月26日）は、中華人民共和国の政治家。中共八大元老の1人で、第4代全国人民代表大会常務委員長、第7・8・11・12期中央政治局委員などを務めた。文化大革命では初期の段階で批判を受けて失脚したが、後に名誉を回復され、1979年に政界に復帰した。

## 中華人民共和国建国まで
1902年10月12日に山西省曲沃県に誕生する。元名は傅 懋功。1922年に山西省立第一中学に入学し、この頃マルクス主義に触れる。1923年に中国社会主義青年団に入り、さらに山西省共産党の結党メンバーとして中国共産党に加わった。1926年以降天津市党委書記代理、同委書記、順直省党委常務委員などを歴任した。1929年に天津で逮捕されるが、投獄中も地下活動として党活動を続けた。1935年に仲間の助けにより脱獄。1936年には党北方局代表兼組織部長に任命され、中華民族解放先鋒隊総隊部を指導した。1941年に党中央組織部長に就任した。1945年の第7回党大会において中央委員に当選し、中央政治局委員、中央書記処候補書記に任命される。同年9月に東北部に赴き、中央東北局書記、東北民主連軍政治委員を務める。国共内戦時の1948年には北平市（現：北京市）党委員会書記を兼任し、1949年1月31日における共産党の北平無血入城に大きな貢献をしたと言われている。

## 中華人民共和国成立後
1949年に全国政治協商会議委員に当選した。同年10月1日に中華人民共和国が成立すると、中央人民政府委員に選出され、政務院政治法律委員会副主任・党組書記に就任した。後に中央政法小組長となる。建国以来北京市党委第一書記を務め、1951年以降は北京市長も兼任した。1954年に全国人民代表大会常務副委員長兼秘書長、全国政治協商会議副主席に選出される。1956年の第8回党大会で中央委員に再選され、第8期1中全会において中央政治局委員、中央書記処書記に選出される。1964年に来日の打診があったが、当時の日本政府は入国を拒否している。

### 文革による失脚
1965年11月に部下の呉晗副市長が執筆した『海瑞罷官』が姚文元によって「ブルジョアジーや地主の復活を図り、人民公社解体を狙うもの」と批判された（詳細は『新編歴史劇『海瑞罷官』を評す』の項参照）。彭真は「上海市でも『海瑞上疏』（海瑞が嘉靖帝に直訴し罷免される歴史劇）を上演したが、張春橋（上海市党委書記）に責任は無いのか」と批判し、管轄下にある北京市の媒体に、姚文元による呉晗批判の評論の転載を拒否した。これに対して毛沢東が不満を漏らし、周恩来が仲介に出てきたために、各紙へ転載させたものの、あくまでも文芸領域の学術論争にとどめようとして、部下に命じて呉晗の擁護と姚文元批判をさせた。
彭真は1964年に設立された文化革命五人小組の組長を兼任していたが、この小組を利用して全国規模で呉晗批判を抑えようとした。小組の一員で唯一実権派でなかった康生だけは「政治問題であり廬山会議の政治的背景と通ずる」と主張したものの、彭真の方針に沿って「二月提綱」（当面の学術討論に関する報告提綱）が執筆され、政治局常務委員会に提出され支持を得ると、全党の正式文書として伝達された。
しかし、毛沢東は呉晗・鄧拓・廖沫沙ら「三家村」を「共産党員ではあるが反共であり国民党員」と批判し、戚本禹は「人民に罷免された右傾機会主義分子の復活を呼びかけるもの」「再び侵攻を始める合図」と人民日報で発表して、彭真が呉晗を擁護してきたことを批判。1966年3月に毛沢東によって名指しで批判された彭真は、4月に自己批判を行ったものの、さらに毛によって名指しで再批判された。5月1日、メーデー祝賀行事が開かれたが、彭真が出席することはなかった。5月16日の党中央政治局拡大会議において五・一六通知が採択されると、二月提綱は取り消され、文化革命五人小組は廃止、新たに文化革命小組の設置が決定された。これにより、彭真の失脚が決定的となった。
6月27日に劉少奇主催による「彭真・陸定一・羅瑞卿・楊尚昆反革命集団」についての座談会が行われ、「彭・陸・羅・楊の関係は不正常だ。いったいどういった関係で、どの程度になっているのか。（中略）彼らは毛主席に反対し、毛沢東思想に反対し、地下活動をやっているという特徴がある」と批判される。8月の第8期11中全会で中央書記処書記を解任。文化大革命が激しさを増し古参党員が次々と迫害に遭うなか、彭真も例外ではなく、紅衛兵が「反革命修正主義分子」と書いたプラカードをかけて引き回す写真は海外にも配信され、世界に衝撃を与えた。

### 復活後
1979年7月に第5期全人代常務副委員長として復活した。同年9月の第11期4中全会において党中央委員及び党中央政治局委員に増補選出された。1980年には党中央政法委員会書記になる。当時林彪（本人はすでに死亡）や江青をはじめとする四人組らの裁判が行われていたが、「党内と人民内部の誤りと反革命罪を厳格に分けるべきである」と発言。
1982年9月12日の第12期1中全会において党中央政治局委員に再選出。1983年6月18日の第6期全人代第1回会議において全人代常務委員長に選出されると、全人代の権威を増すべく力を尽くした。1985年4月には衆参両院議長の招待により訪日し、国会演説を行っている。中曽根康弘総理が8月15日に靖国神社を参拝すると、その後訪中した自民党田中派の関係者に対して日中戦争非難を行い、中曽根は胡耀邦を守るためとして翌年から参拝を取りやめている。
1988年に全人代常務委員長を退任した。八大元老の1人として数えられるが目立った発言はせず、鄧小平による改革開放路線には基本的に賛成していた。1997年4月26日に北京で死去した。94歳であった。